# ألوستانتي
بلدية ألوستانتي (بالإسبانية: Alustante) هي بلدية تقع في مقاطعة وادي الحجارة التابعة لمنطقة قشتالة والمنشف وسط إسبانيا.

## الديموغرافيا
بلغ عدد سكان بلدية ألوستانتي 226 نسمة عام 2011 (وفقاً للمعهد الوطني الإسباني للإحصاء).
| 237 | 284 | 253 | 261 | 236 | 230 | 226 |